# One drop
One drop är en reggaerytm som styrs av trumslagarens sätt att använda virveltrumman, och som vanligen elbasen och reggaegitarren ackomoderar till i den traditionella 1970-talsreggaen. Spelstilen, som i stor utsträckning fortfarande är populär och fortfarande helt dominerar den s.k. roots reggaen, ger virveltrumman en central roll för att generera den s.k. "baktakten" i reggae, något som har en viss suggestiv, hypnotisk verkan. Den skapades av Winston Grennan, och utvecklades och populariserades av framför allt Bob Marley and The Wailers trummis Carlton Barrett. Ett exempel på one drop-rytmen är Bob Marley and the Wailers låt med just namnet "One Drop", som finns på deras album Survival.
One drop, som är reggaens vanligaste rytmmönster, spelas på ett standardtrumset och utifrån en 4/4-takt spelas de tre sista medan trumslagaren helt hoppar över det första taktslaget, dvs tvärtom vad som är vanligt inom populärmusiken. Taktslagen 2,3 och 4 spelas som en triplett, där det mittersta (3) betonas genom att virveltrumman används enbart där, ibland tillsammans med bastrumman. Detta är grunden i one drop och ofta hörs bara ett "klick" när trummisen lägger eller tappar (drops) pinnen på virveltrumman. I andra fall slår trummisen till ordentligt på det tredje taktslaget. Ljudet kan också förstärkas på teknisk väg av producenten.  Grunden är således enkel, men varje reggaetrummis bygger sedan på denna grund och utvecklar en personlig stil. Carlton Barrett lade ofta till ett ovanligt trummönster på hi-hat-cymbalerna, något som kan höras på låten "Running Away" på Bob Marley and the Wailers album Kaya.

## Rockers och Steppers
Rockers och dubstep (eller steppers) är de två övriga rytmmönster som utvecklades före de digitala trummaskinernas debut i mitten av 1980-talet. Trummisen Sly Dunbar anses vara den viktigaste personen bakom rockers, där trummisen spelar på alla fyra taktslagen och det första och det tredje betonas, det tredje lite mer. Mighty Diamonds låt "Right Time" (1976) anses vara en av de första rockers-låtarna.
Andra exempel på rockers-rytmen är "Night Nurse" med Gregory Isaacs och "Rockers" av och med Inner Circle med Jacob Miller som sångare. Rockers-rytmen kan även omfatta synkoperade rytmer, som i Black Uhurus låt "Sponji Reggae". Denna rockigare, ibland militantare reggae, hörs även hos många av de brittiska reggaeband som släppte sina första album i mitten och slutet av 1970-talet: Steel Pulse, Black Slate, Misty In Roots, Aswad, UB40, Matumbi m.fl. Bob Marley spelade också in en rockers-låt – "Punky Reggae Party" – när han bodde i Storbritannien.
När det gäller steppers-rytmen spelar bastrumman på alla fyra takterna i syfte att generera en stark, drivande puls. Låten "Exodus" med Bob Marley and the Wailers är ett bra exempel, "Stepping Out Of Babylon" med Marcia Griffiths ett annat. Stewart Copeland förde New Wave-gruppen The Police till internationell berömmelse genom att blanda synkoperade rock- och reggae-rytmer i syfte att skapa en distinkt stil, som i sin tur påverkat många andra trummisar.